# 塞布魯克莊園 (康乃狄克州)
塞布魯克莊園（英語：Saybrook Manor）是位於美國康乃狄克州米德爾塞克斯縣的一個村落。該地的面積和人口皆未知。

## 地理
塞布魯克莊園的座標為41°17′07″N 72°23′56″W / 41.28528°N 72.39889°W，而該地的平均海拔高度為3米（即10英尺）。